# 돌로레스 하트
돌로레스 하트(Dolores Hart, 1938년 10월 20일 ~ )는 미국의 수도자, 연극 배우, 텔레비전 배우, 영화배우이다.

## 학력
- 페어필드대학교 (명예졸업)
- 메리마운크대학교 (졸업)

## 영화
- 갓 이즈 더 비거 엘비스  (2012년)
- 엘비스 황혼에 지다 (1981년)
- 리사 (1962년)
- 4인의 무뢰한 (1960년)
- 해변에서 생긴 일 (1960년)
- 열정의 무대 (1958년)
- 론리하트 (1958년) - 저스티 사긴트 역
- 러빙 유 (1957년)
- 와일드 이즈 더 윈드 (1957년)